# Kleine Cowper-madonna
De Kleine Cowper-madonna is een schilderij van Rafaël uit circa 1505. Het werk maakt sinds 1942 deel uit van de collectie van de National Gallery of Art in Washington D.C..

## Herkomst
De ontstaansgeschiedenis van de Kleine Cowper-madonna is niet bekend. Het was waarschijnlijk een privéopdracht, maar kan ook voor de kunstmarkt gemaakt zijn. Afbeeldingen van de Madonna en Kind werden vaak als huwelijksgeschenk gegeven. De kerk aan de rechterkant van het schilderij is waarschijnlijk de San Bernardino in Urbino (waar Rafaël werd geboren). Hier lagen de hertogen van Urbino begraven. Dit zou erop kunnen duiden dat het schilderij in opdracht van de hertogelijke familie is gemaakt.
Rond 1780 werd het schilderij in Florence verkocht aan de vooraanstaande kunstverzamelaar George Clavering-Cowper, derde graaf Cowper, die zijn naam aan het schilderij zou geven. Het schilderij werd doorgegeven aan zes generaties Cowpers voordat het in 1913 werd verkocht aan de kunsthandel Duveen Brothers. In 1914 werd het verkocht aan de Amerikaanse magnaat Peter A.B. Widener, die het schilderij tentoonstelde in zijn ten noorden van Philadelphia gelegen landhuis Lynnewood Hall. Zijn zoon Joseph E. Widener doneerde de Kleine Cowper-madonna in 1942 aan de National Gallery of Art, samen met de rest van de uitgebreide kunstcollectie van Lynnewood Hall.

## Voorstelling
De Madonna zit in het midden van het werk, in een rode jurk met een wijde halslijn. Ze heeft een lichte huid en blond haar. Ze zit comfortabel op een houten bank voor een stenen borstwering. Over haar schoot ligt een blauwe mantel die groen gevoerd is waarop haar rechterhand voorzichtig rust. Een doorschijnende sluier valt elegant over de bovenkant van haar jurk en de achterkant van haar hoofd. Met haar linkerhand houdt ze het kindje Jezus vast, die haar met twee armen omhelst. Hij kijkt met een verlegen glimlach over zijn schouder. De aureolen om hun hoofden zijn met een zeer fijne gouden lijn weergegeven. Achter hen ontvouwt zich een heldere en stralende dag. In de verte lijken twee figuren naar een spiegelende vijver te slenteren, genietend van het groene landschap om hen heen. Aan het einde van een lang pad staat de San Bernardino.
De compositie volgt nog steeds het voorbeeld van Rafaëls leermeester Perugino. Er is een duidelijke overeenkomst met de Madonna van de groothertog, die in Rafaël in dezelfde periode schilderde. De invloed van Leonardo da Vinci blijkt onder meer uit de zachte kleurovergangen en het landschap op de achtergrond dat in de verte azuurblauw wordt.

## Afbeelding

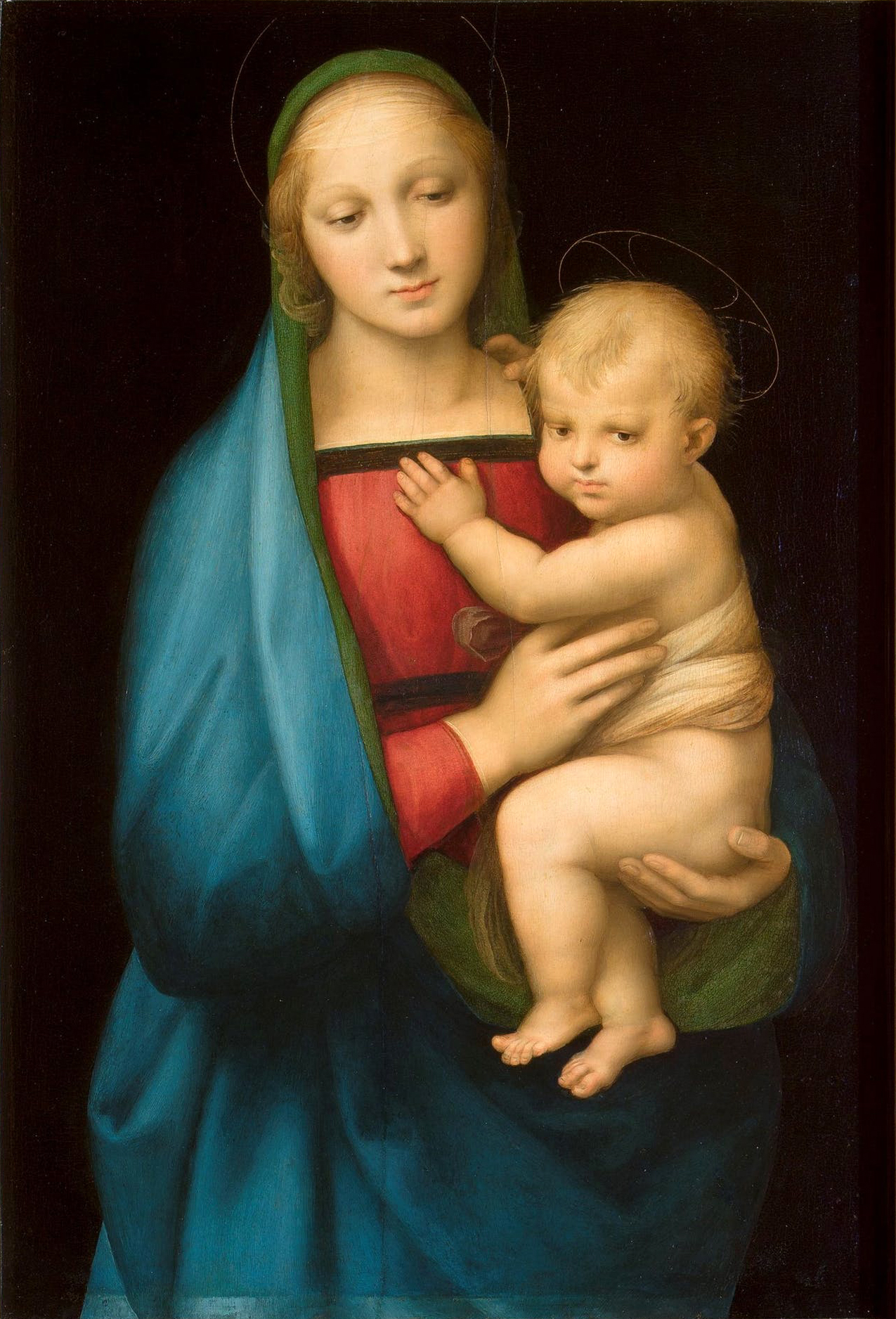
Madonna van de groothertog